# St. Trinitatis (Illeben)

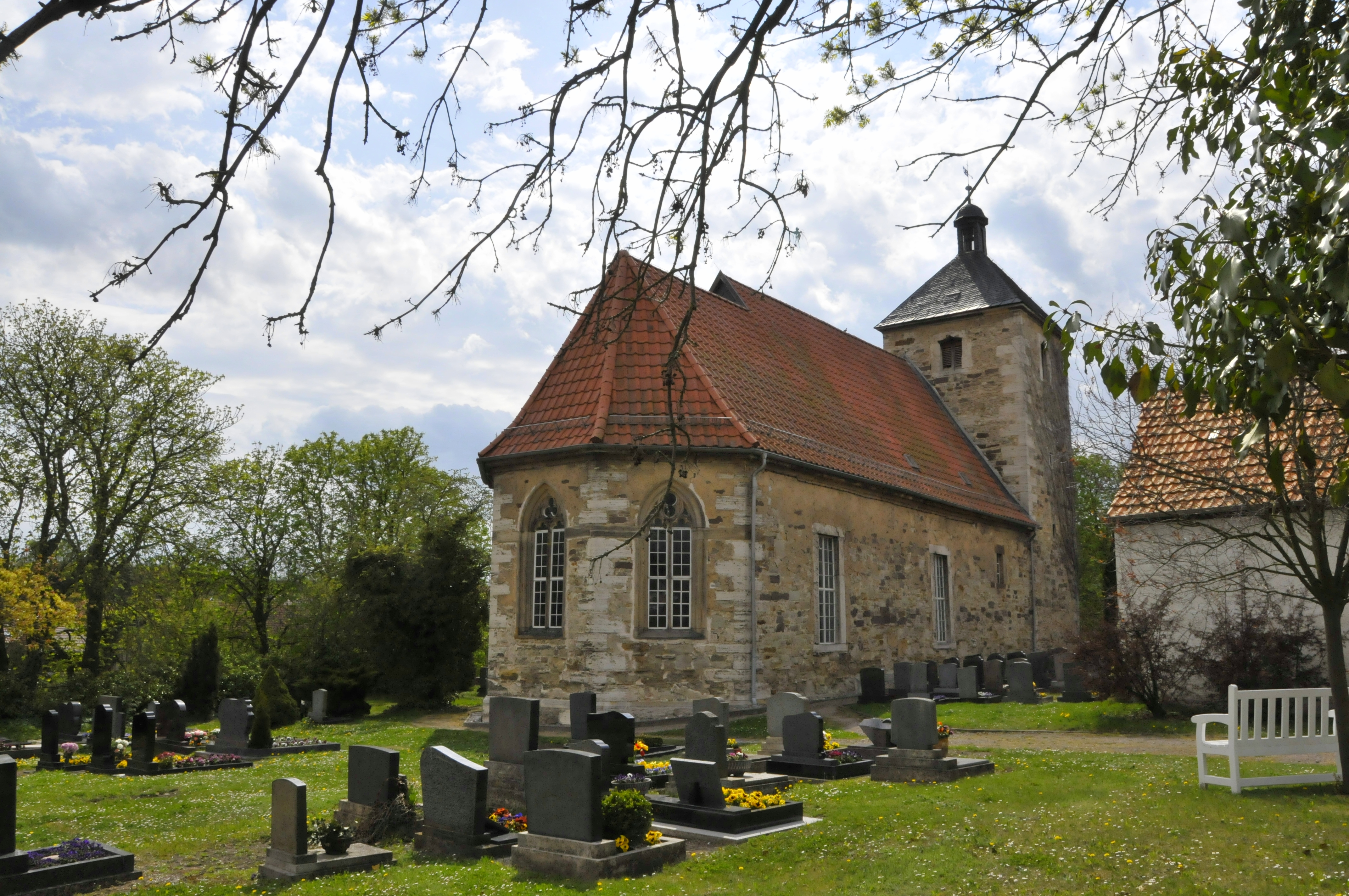
St. Trinitatis

Die evangelisch-lutherische Dorfkirche St. Trinitatis steht in Illeben, einem Ortsteil der Stadt Bad Langensalza im Unstrut-Hainich-Kreis in Thüringen. Die Kirchengemeinde Illeben gehört zum Pfarrbereich Gräfentonna in der Region Nord des Kirchenkreises Gotha der Evangelischen Kirche in Mitteldeutschland.

## Beschreibung

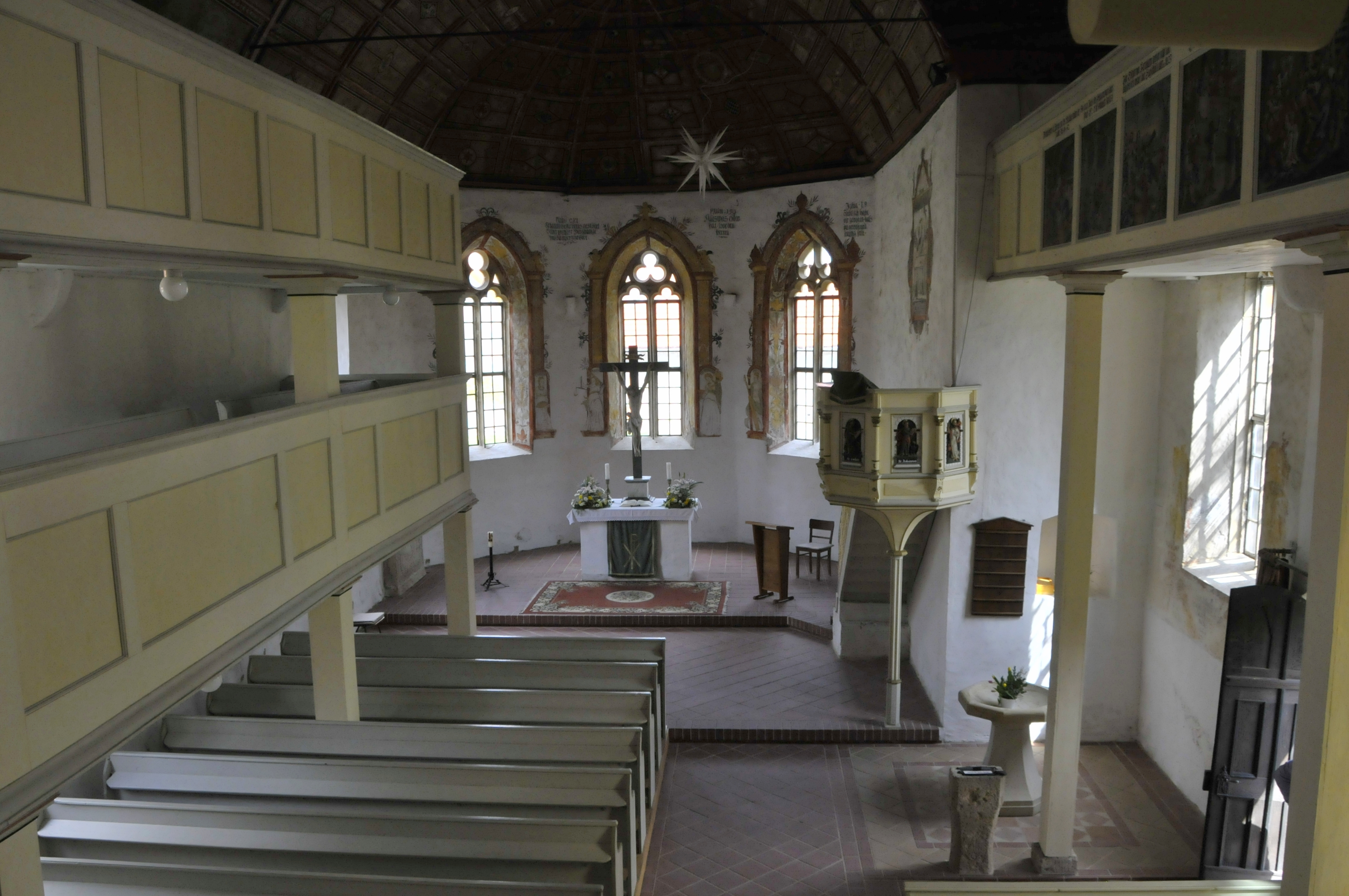
Innenansicht

Die heutige Saalkirche wurde 1734 bis 1739 errichtet. Sie ist im Kern jedoch älter und wurde auch später mehrfach umgebaut. Der Chor hat einen dreiseitigen Abschluss und fluchtet im Norden mit dem Kirchenschiff, im Süden ist er dagegen eingezogen. Der Kirchturm steht im Westen. Die Portale im Westen und Süden haben Zahnschnitt und Kymatien und als Bezeichnung die Jahreszahl 1555. Der Innenraum wurde 1855 mit einem hölzernen Tonnengewölbe überspannt, das in Kassetten unterteilt ist, die mit barocken Malereien in ovalen Medaillons und Stuck versehen sind. Der Chor ist mit Ornamenten bemalt. An den Brüstungen der Emporen sind Reste alt- und neutestamentlicher Malerei aus dem 18. Jahrhundert vorhanden, sie wurden teilweise überarbeitet. Die Wandmalerei im Chor stammt aus dem 16./17. Jahrhundert. Die Gewände der Fenster haben als Ornamente Putten und Tugenden, an der Südwand zeigen sie die Auferstehung Jesu Christi. Die Kanzel hat ein Relief mit Figuren von Jesus Christus und den Evangelisten. Das Taufbecken ist aus dem 17., das Kruzifix aus dem 18. Jahrhundert. Im Chor befinden sich Epitaphien zweier Geistlicher in Amtstracht von 1501 und 1510.
In der Kartusche über dem Portal im Osten ist der Schirmherr Christian von Sachsen-Weißenfels der Kirche vermerkt. Das Spitzbogenportal an der Westseite bildet den Zugang zu den restaurierten Grüften. Der Innenraum ist mit zweigeschossigen, hölzernen Emporen ausgestattet. Zur Kirchenausstattung gehört auch ein Kanzelaltar von 1734, ferner ein Relief mit einem Marienbildnis aus der Marienkirche.
Die heutige Orgel mit 15 Registern, verteilt auf zwei Manuale und Pedal, in einem neuromanischen Prospekt wurde 1856 von Gustav Koch gebaut. Sie ersetzte eine Orgel von Johann Christoph Thielemann aus dem Jahre 1716.
Umfangreiche Sanierungs- und Restaurierungsarbeiten fanden von 2008 bis 2009 statt.